# Jim Cleary
James Cleary (Enniskillen, 1956. május 27.  – ) északír válogatott labdarúgó.

## Pályafutása

### Klubcsapatban
1974 és 1980 között a Portadownban játszott. 1980 és 1989 között a Glentoran játékosa volt, melynek tagjaként 1981-ben és 1988-ban északír bajnoki címet szerzett és öt alkalommal nyerte meg az északír kupát. 

### A válogatottban
1982 és 1984 között 5 alkalommal szerepelt az északír válogatottban. Részt vett az 1982-es világbajnokságon, de nem lépett pályára egyetlen mérkőzésen sem.

## Sikerei, díjai
Glentoran FC
- Északír bajnok (2): 1980–81, 1987–88
- Északír kupagyőztes (5): 1982–83, 1984–85, 1985–86, 1986–87, 1987–88